# 岩手県道215号湯川温泉線
岩手県道215号湯川温泉線（いわてけんどう215ごう ゆがわおんせんせん）は、岩手県和賀郡西和賀町を通る一般県道である。

## 概要
湯川温泉から和賀郡西和賀町川尻に至る。

### 路線データ
- 実延長：5,058.8 m
- 起点：湯川温泉（和賀郡西和賀町湯川）
- 終点：和賀郡西和賀町川尻（岩手県道118号ほっとゆだ停車場線交点）

## 歴史
- 1964年（昭和39年）11月17日 - 県道に認定される。

## 地理

### 通過する自治体
- 和賀郡西和賀町

### 交差する道路
- 岩手県道118号ほっとゆだ停車場線（西和賀町川尻）

### 沿線の施設
- 湯川温泉
- JR北上線 ほっとゆだ駅